# Mottalciata
Mottalciata – miejscowość i gmina we Włoszech, w regionie Piemont, w prowincji Biella.
Według danych na styczeń 2009 gminę zamieszkiwało 1459 osób przy gęstości zaludnienia 78,9 os./1 km².